# Donizete Galvão
Donizete Galvão (Borda da Mata, 24 de agosto de 1955 - São Paulo, 30 de janeiro de 2014) foi um poeta e jornalista brasileiro.
Durante a infância em Minas Gerais, Galvão se aproximou da poesia brasileira e, em especial, a poesia modernista mineira, que lhe chegava por intermédio  do Suplemento Cultural de Minas Gerais: Carlos Drummond de Andrade, Emílio Moura, Henriqueta Lisboa, Dantas Motta, Murilo Mendes.
Cursou Administração de Empresas em Santa Rita do Sapucaí e Jornalismo em São Paulo, na Faculdade Cásper Líbero. 
Além de suas edições individuais, somando oito volumes, em 2002 publicou Pelo Corpo, em parceria com o poeta Ronald Polito. 

## Obras
- Azul navalha (1988), que lhe valeu o prêmio APCA (Associação Paulista de Críticos de Arte) de autor revelação e indicação para o prêmio Jabuti;
- As faces do rio (1991);
- Do silêncio da pedra (1996);
- A carne e o tempo (1997), com o qual mereceu mais uma vez indicação para o prêmio Jabuti;
- Ruminações (2000)[1] [2];
- Mundo mudo (2003)[3];
- O homem inacabado (2010), com o qual foi finalista do Portugal Telecom de 2010 e foi segundo colocado no Prêmio Brasília de Literatura[4].
- O antipássaro (2018), livro póstumo.[5]
- Poesia reunida (2023)

## Publicações
Tem trabalhos publicados nas revistas Nicolau, Cult, Poesia Sempre, Sebastião, Dimensão, Mariel (Miami), Babel (Venezuela), Blanco Móvil (México), Anto (Portugal), Anterem e Ricerca (Itália) e nos principais jornais do Brasil. 

## Antologias
Na França, participou da Anthologie de La Poésie Brésilienne (Editions Chandeigne).
No Brasil, seus poemas estão na Antologia da Nova Poesia Brasileira (Rioarte/Hipocampo), Antologia da Poesia Mineira do Século XX (Imago Editora) e Na Virada do Século — Poesia de Invenção no Brasil.